# Remda-Teichel
Remda-Teichel war eine Stadt und Einheitsgemeinde in Thüringen im Nordwesten des Landkreises Saalfeld-Rudolstadt an der Grenze zum Ilm-Kreis und zum Landkreis Weimarer Land. Remda-Teichel, auf einer Höhe von 319 m ü. NHN gelegen, hatte 2898 Einwohner (Stand 31. Dezember 2017) auf einer Fläche von 79,76 km2. Die Postleitzahl war 07407, die Telefon-Vorwahlen waren 036744 (Remda) und 036743 (Teichel).
Das Gebiet von Remda-Teichel gehört zu den ältesten Siedlungsgebieten nördlich des Thüringer Waldes. So wurden im Raum Remda mit Waffen ausgestattete Gräber von germanischen Stämmen aus der Zeit zu Beginn unserer Zeitrechnung gefunden. Die ältesten urkundlichen Erwähnungen reichen, im Zusammenhang mit Schenkungsurkunden des Klosters Fulda, ins Jahr 750 zurück.
Remda erhielt 1286, Teichel 1417 Stadtrecht. Teichel war mit 543 Bewohnern (1994) neben Neumark (Landkreis Weimarer Land) und Ummerstadt (Landkreis Hildburghausen) eine der kleinsten Städte Thüringens. Remda-Teichel entstand mit der Thüringer Gemeindegebietsreform zum 1. Januar 1997, nachdem die beiden Städte zusammen mit sechs weiteren Gemeinden bereits 1974 einen Gemeindeverband gebildet hatten. Der Stadt sind die Verwaltungsgemeinschaften Remda und Teichel vorangegangen.
Die Gemeinde wurde im Zuge der zweiten Runde der Gebietsreform in Thüringen zum 1. Januar 2019 nach Rudolstadt eingemeindet.

## Stadtgliederung

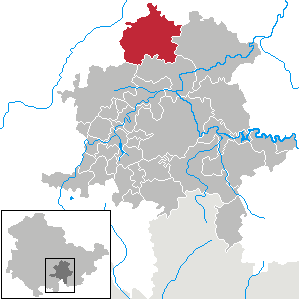
Lage der ehemaligen Stadt Remda-Teichel im Landkreis Saalfeld-Rudolstadt

Zum Stadtgebiet Remda-Teichel gehören die bis zum 1. Januar 1997 eigenständigen Städte und heutigen Ortsteile Remda (mit den Gemarkungen Alt- und Kirchremda) und Teichel sowie zehn weitere Ortsteile, die bis 1996 selbständige Gemeinden waren.
| Ortsteil      | Einwohner | Erste Erwähnung | Ortsteilverfassung |
| ------------- | --------- | --------------- | ------------------ |
| Ammelstädt    | 148       | 1350            | Ja                 |
| Breitenheerda | 170       | 1294            | Ja                 |
| Eschdorf      | 61        | 1372            | Ja                 |
| Geitersdorf   | 86        | 1372            | Ja                 |
| Haufeld       | 107       | 802–817         | Ja                 |
| Heilsberg     | 201       | 822–826         | Ja                 |
| Milbitz       | 72        | 1350            | Ja                 |
| Remda         | 873       |                 | Nein               |
| Sundremda     | 234       | 750–779         | Ja                 |
| Teichel       | 510       | 1076            | Ja                 |
| Teichröda     | 344       | 1334            | Ja                 |
| Treppendorf   | 130       | 874             | Ja                 |

## Politik

### Bürgermeister
Seit der Gründung von Remda-Teichel im Jahr 1997 war Horst Engelmann (CDU) Bürgermeister der Stadt. Zur Bürgermeisterwahl 2015 trat dieser nicht mehr an und beendete seine Amtsgeschäfte 68-jährig Ende April. Sein Amtsnachfolger ist Peter Pabst (Freie Wähler Remda-Teichel) aus Heilsberg.
| Bürgermeister   | Partei                     | Zeitraum  |
| --------------- | -------------------------- | --------- |
| Horst Engelmann | CDU                        | 1997–2015 |
| Peter Pabst     | Freie Wähler Remda-Teichel | seit 2015 |

### Gemeinderat
Die Wahl 2014 ergab die folgende Sitzverteilung:

- Bürger für die Stadt Remda-Teichel: 5 Sitze
- CDU: 5 Sitze
- FDP: 1 Sitz
- Freie Wähler: 2 Sitze
- SPD offene Liste: 1 Sitz

### Wappen
Das Wappen wurde am 3. November 2000 genehmigt. Der Löwe im grünen Feld steht für Teichel, der Löwe im blauen Feld für Remda. Mit beiden Motiven wird auf die lange Zugehörigkeit zur Grafschaft Schwarzburg bzw. zum Fürstentum Schwarzburg-Rudolstadt verwiesen.
Blasonierung: „Durch einen silbernen Faden gespalten; vorn in Grün ein goldener doppelschwänziger Löwe, bekrönter hersehender Löwe; hinten in Blau ein linksgewendeter goldener, rot bewehrter hersehender Löwe.“

## Kultur und Sehenswürdigkeiten

### Geschichtsdenkmale
- Nahe der B 85, am Abzweig der Straße nach Remda, erinnert ein großer Gedenkstein an 14 KZ-Häftlinge bzw. Kriegsgefangene, die 1945 auf tragische Weise Opfer eines US-amerikanischen Tieffliegerangriffs wurden. Sie wurden auf dem Ehrenfriedhof für die Soldaten des Ersten Weltkriegs begraben.
- Ein Grabdenkmal auf dem Alten Friedhof in Sundremda erinnert an einen erschossenen Kriegsgefangenen aus Serbien, der im Ort Zwangsarbeit verrichten musste.
- In einer Gedenkanlage auf dem Neuen Friedhof von Sundremda wird an vier KZ-Häftlinge aus Polen erinnert, die von SS-Männern ermordet wurden, als eine Todesmarsch-Kolonne aus dem KZ-Außenkommando Ohrdruf den Ort passierte.
- An einem Berghang nahe Sundremda wurde 1971 ein weiteres Ehrenmal für polnische Opfer des Faschismus errichtet.[7]

## Galerie

Remda-Teichel
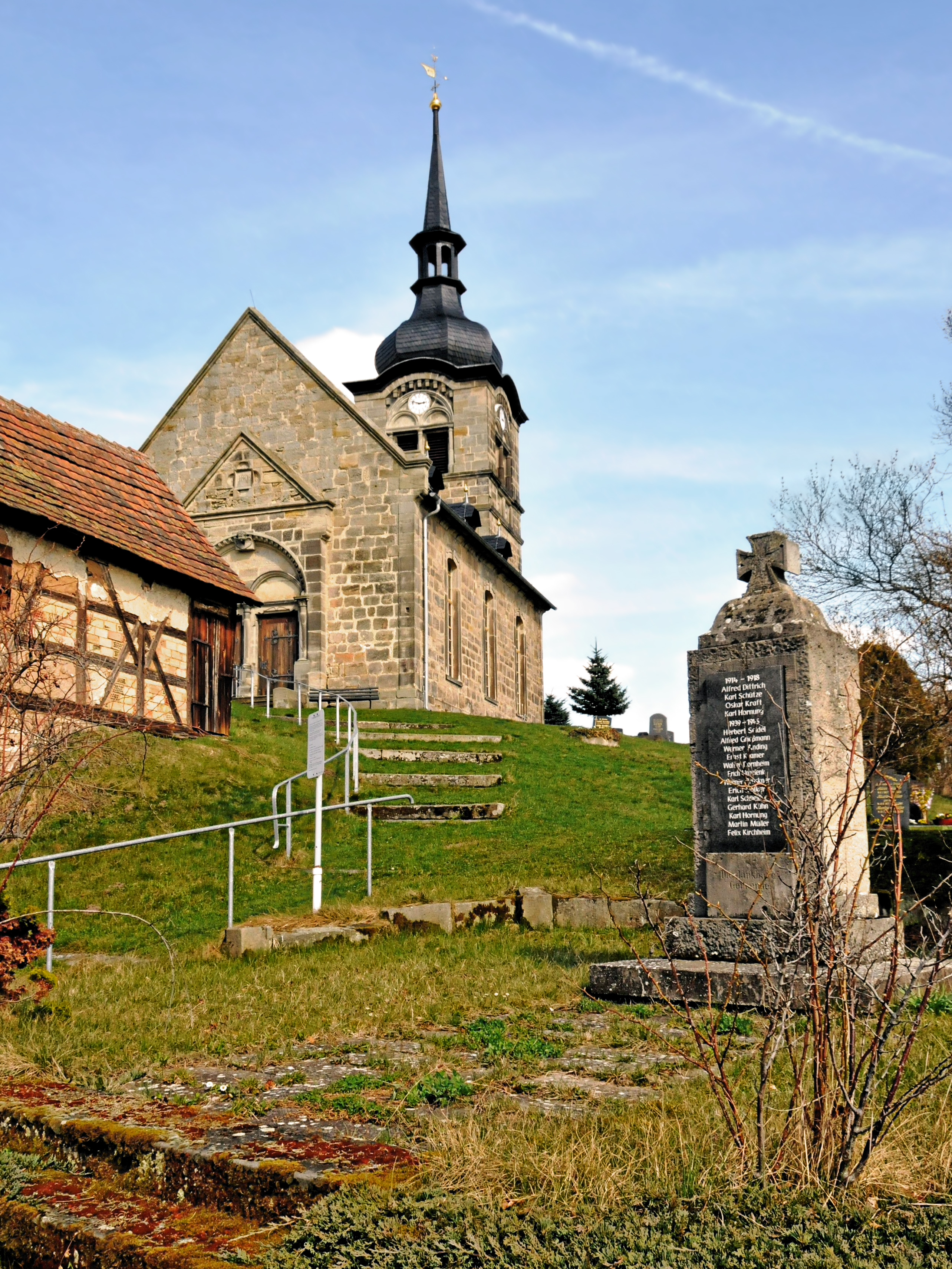
Alt-Remda
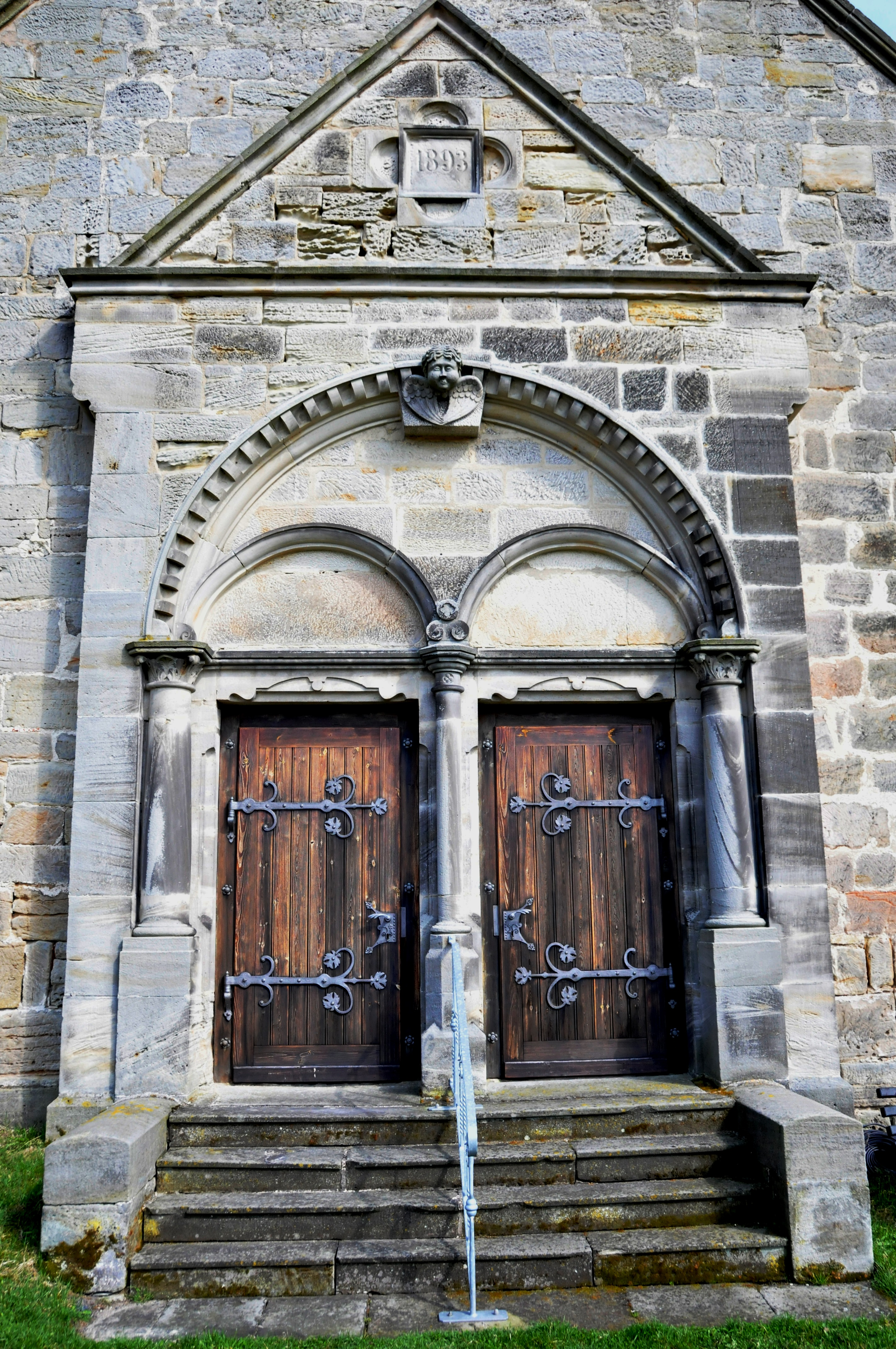
Portal der Kirche in Alt-Remda
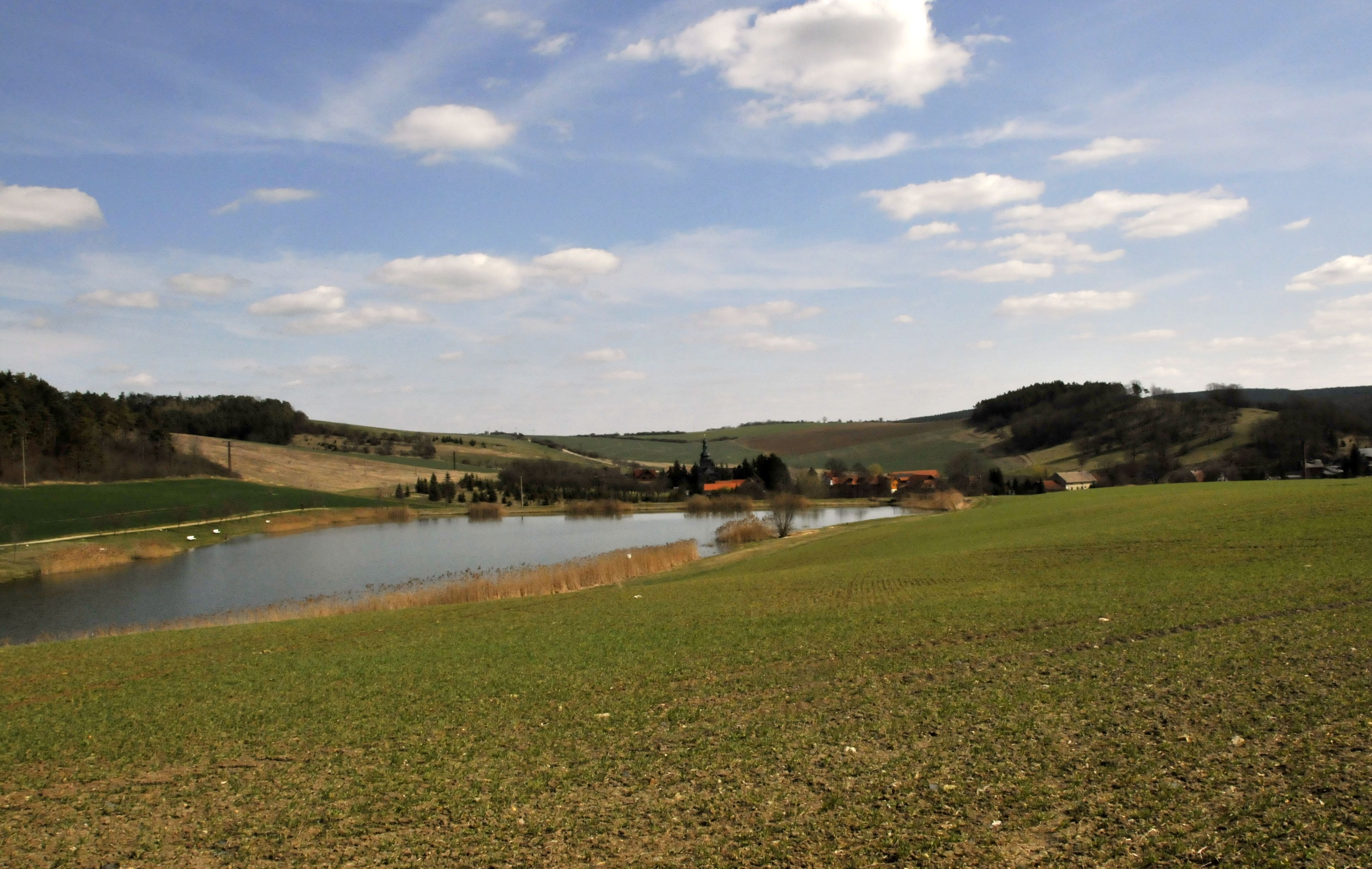
Stausee bei Kirchremda (im Hintergrund)
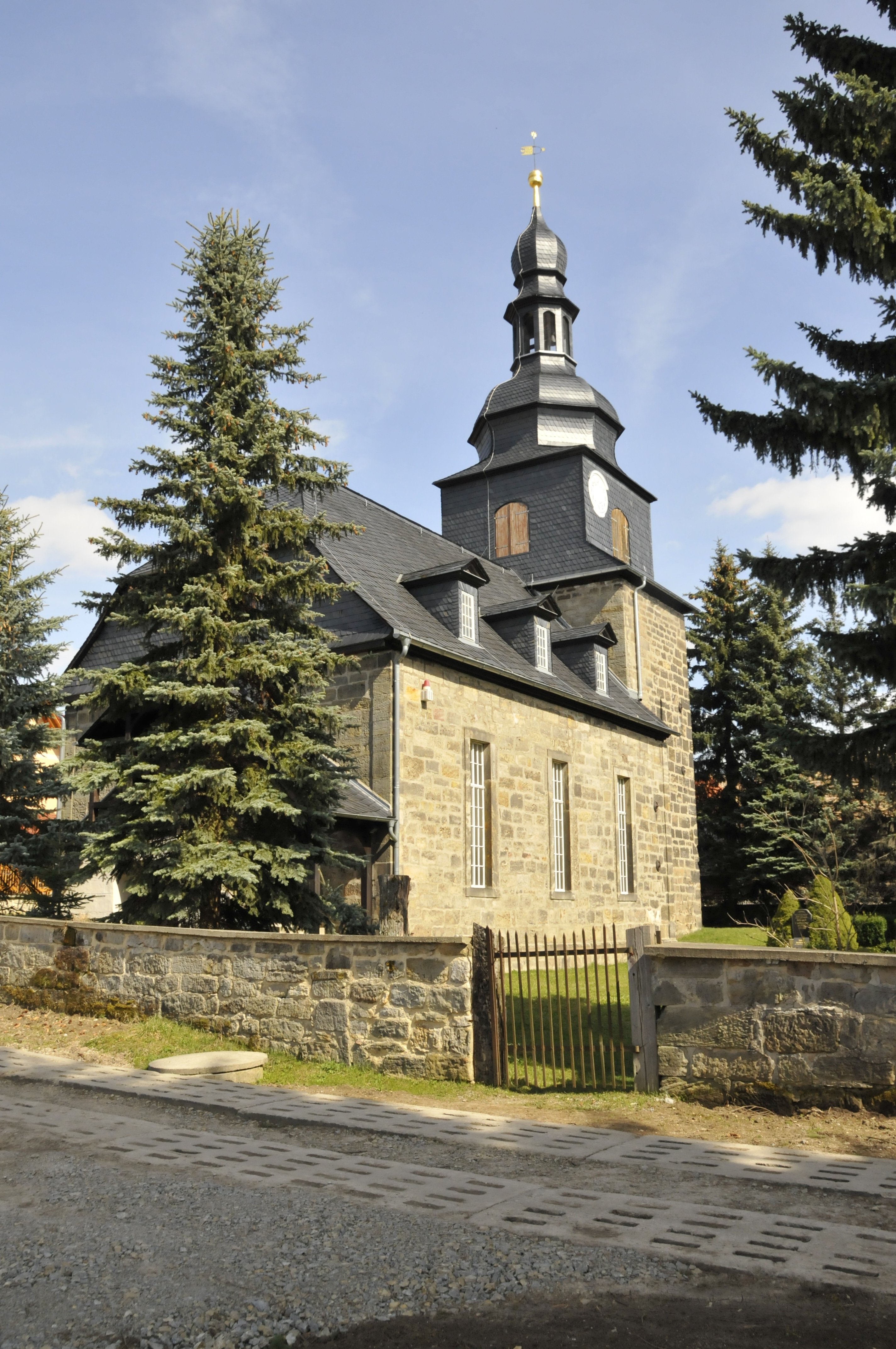
Kirchremda
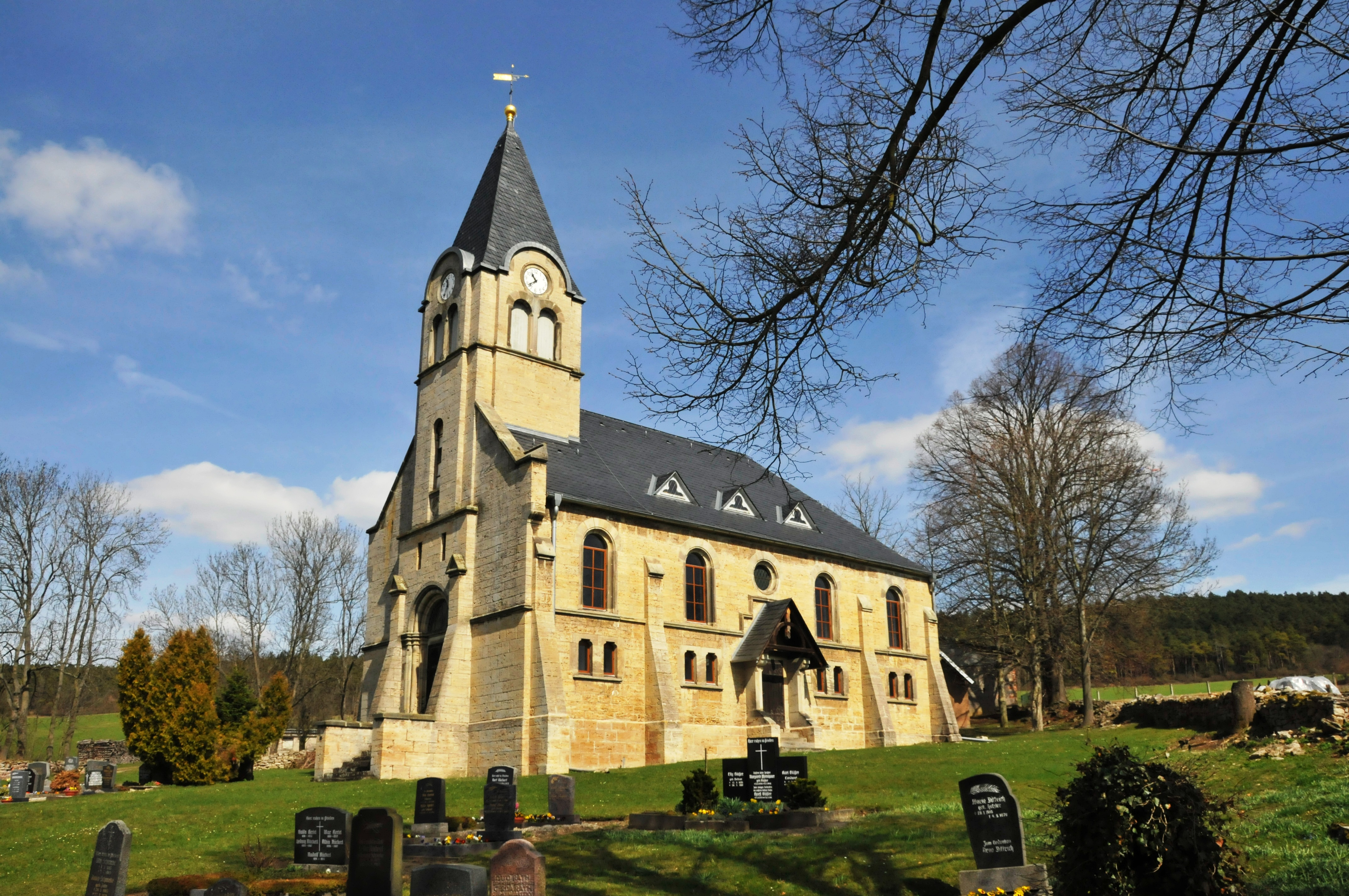
Breitenheerda